# Leskovdol
Leskovdol (en bulgare Лесковдол, prononcé Leskôvdol) est un village montagneux de Bulgarie, dans le Grand Balkan partie de la municipalité de Svogué, à 45 kilomètres au nord de Sofia. La fondation du village semble s'être faite après la construction du proche monastère d'Osenovlag. Sa population est de 81 personnes, dont moins de 10 enfants de moins de 18 ans. Près du village se trouvent le mont Izdremets, le sentier de grande randonnée qui va du sommet de Kom (frontière bulgaro-serbe) au Cap Éminé et les falaises de Lakatnik.

## Étymologie
Leskov vient du mot bulgare Leska (bulgare: Леска) qui signifie noisetier. Le mot bulgare dol se traduit en français par petite vallée. On ne sait ce qu'est le réel nom du village - Leskov dol ou Leskovdol, mais de nos jours beaucoup de personnes ont adopté la version fusionnée. Aussi sur la plupart des cartes géographiques et des documents officiels, le nom est écrit Leskovdol.

## Histoire
On estime que le village apparaît sur la carte entre les années 1000 et 1300. La légende de la création à proximité du monastère déclare que 7 frères de Bessarabie s'installèrent dans les montagnes à proximité du monastère avec leurs familles. Un des frères s'installa sur les terres de Leskovdol avec sa famille et fonda le village. Ce n'est qu'une légende mais jusqu'à présent aucun élément sur l'histoire du village n'a été trouvé.

### La forteresse Vetrilova vodenitsa
On sait qu'à l'époque de khan Kroum sur les collines du nord au-dessus du village se trouvait une forteresse nommée Berilova vodenitsa. On ne sait exactement quand elle fut construite mais que lors de l'époque de khan Kroum elle fut réparée durant sa marche pour conquérir Serdica. Aujourd'hui, dans les pâturages au-dessus de Leskovdol, près du mont Izdremets, se trouvent de nombreuses pierres éparpillées, des rochers et aussi des restes des fondations de la forteresse. À proximité du village passe également l'ancienne voie romaine menant de Vratsa à Serdica.

### Guerres entre 1912-1918

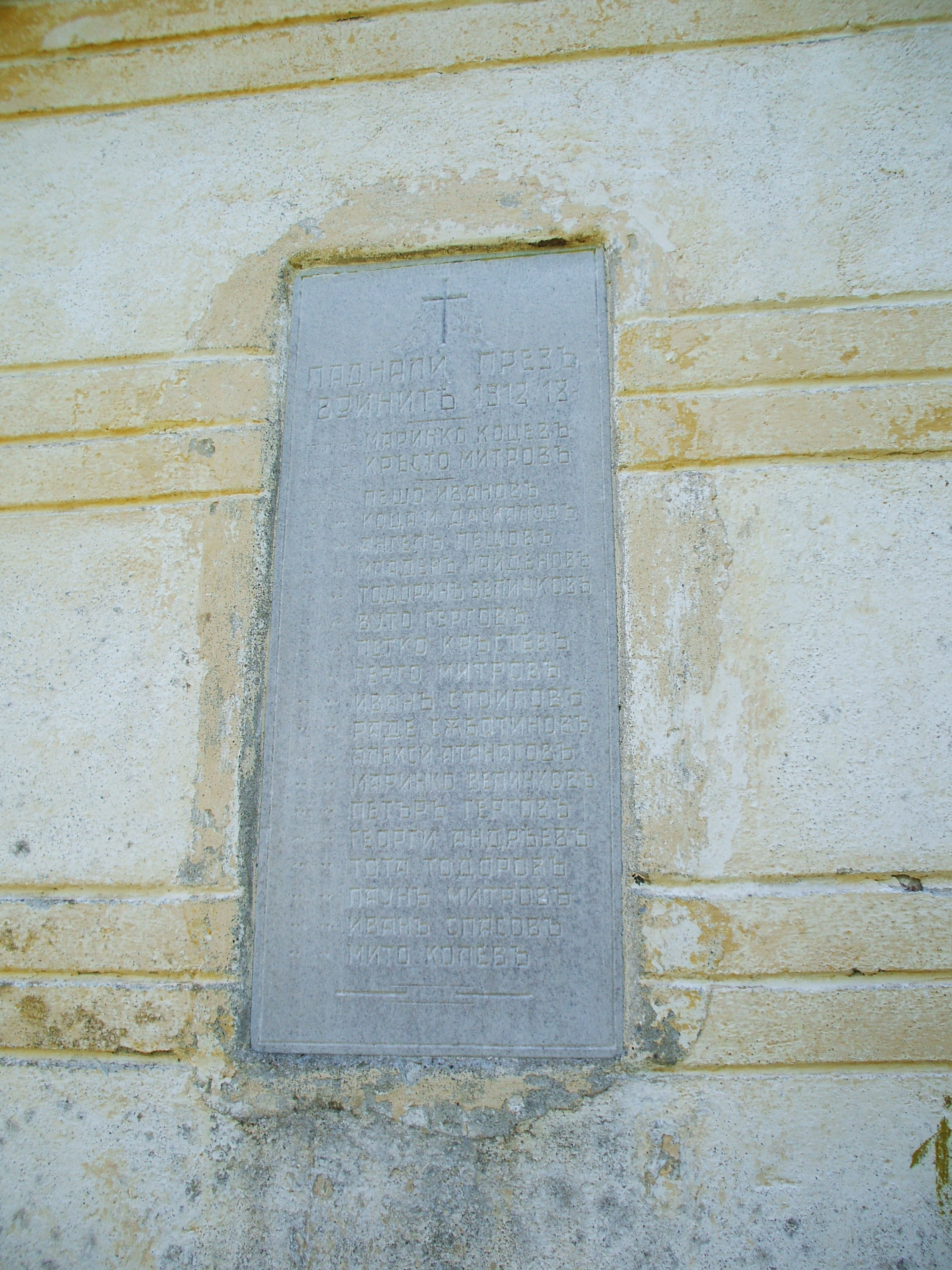
La plaque commémorative

20 personnes du village périrent lors des guerres qui eurent lieu entre 1912, Première Guerre balkanique et 1918, fin de la Première Guerre mondiale. Leurs noms sont inscrits sur une plaque commémorative se trouvant sur un des murs de l'église du village.

## Nature et paysage

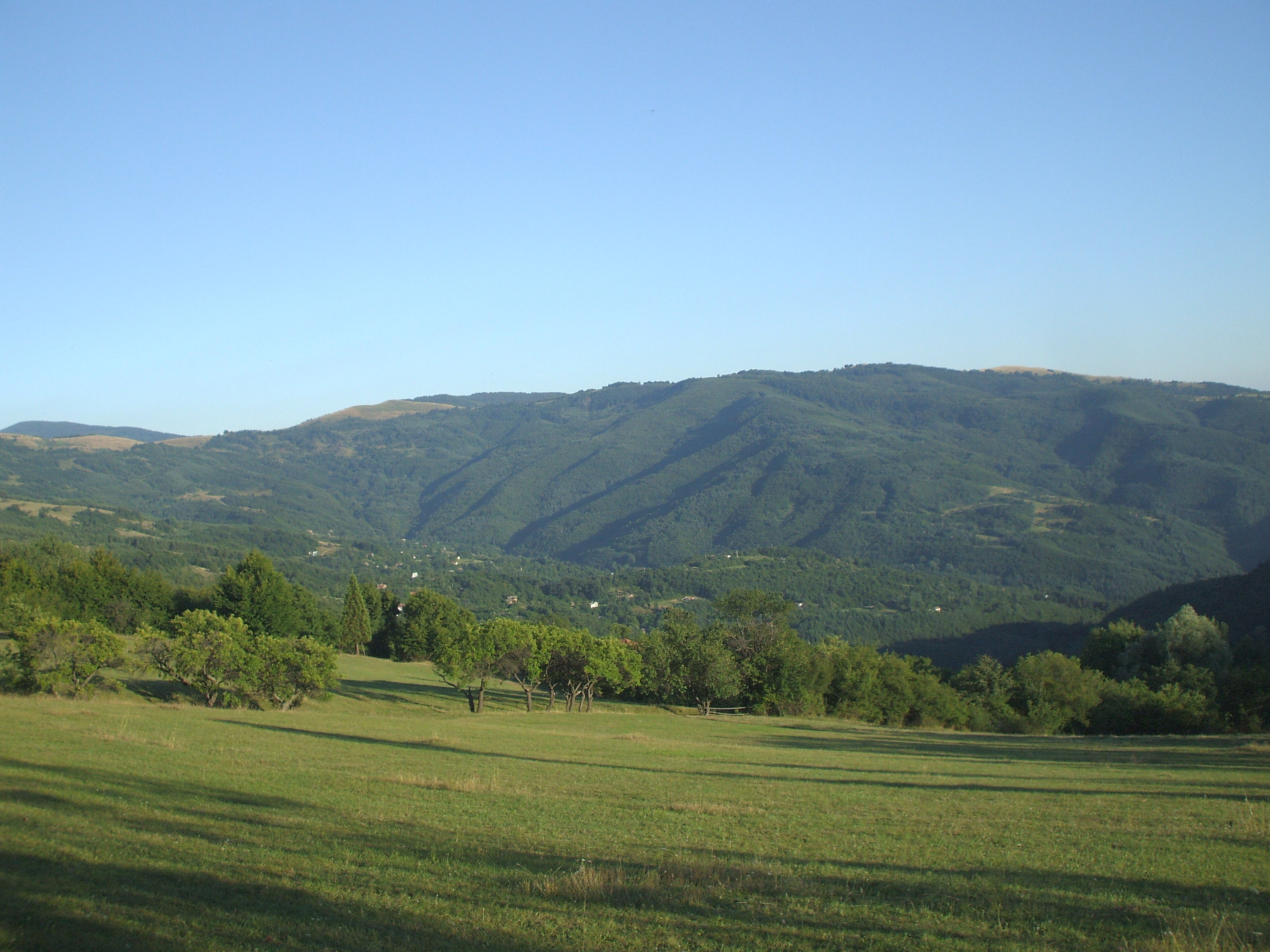

Le paysage est escarpé, typique de la région du Grand Balkan. Leskovdol se trouve entre 700 et 1300 mètres d'altitude. Les forêts couvrent une grande partie du territoire. Les vastes prairies sont surtout visibles des hauteurs. Aucune importante rivière ne traverse le village même s'il y a de nombreux petits ruisseaux dont Tcherveni dol, Kasi dol et Sélska qui se trouvent entièrement sur le territoire. Tous rejoignent une petite rivière, nommée Rédinska, qui se jette dans l'Iskar.

### Région
Aujourd'hui le village avec tous ses hameaux, forêts et prairies se trouve sur les pentes du Grand Balkan sur plus de 26,2 km2.

### La flore et la faune
Dans la flore prédominante on trouve les chênes, ormes, bouleaux et de nombreuses espèces d'arbres fruitiers appartenant aux feuillus et aux conifères comme les pins et sapins. La flore est caractéristique de cette partie de la région. La faune de la région se caractérise par les espèces d'oiseaux, insectes, mammifères et reptiles typiques du Grand Balkan. On peut apercevoir, mais rarement, les loups, les renards et les hérissons. Les animaux domestiques tels que les moutons, chèvres, porcs, poulets, bovins, vaches, ânes et abeilles peuvent également être aperçus dans presque chaque cour de ferme. Une petite partie du territoire de Leskovdol est sous la protection du Réseau Natura 2000.

## Division

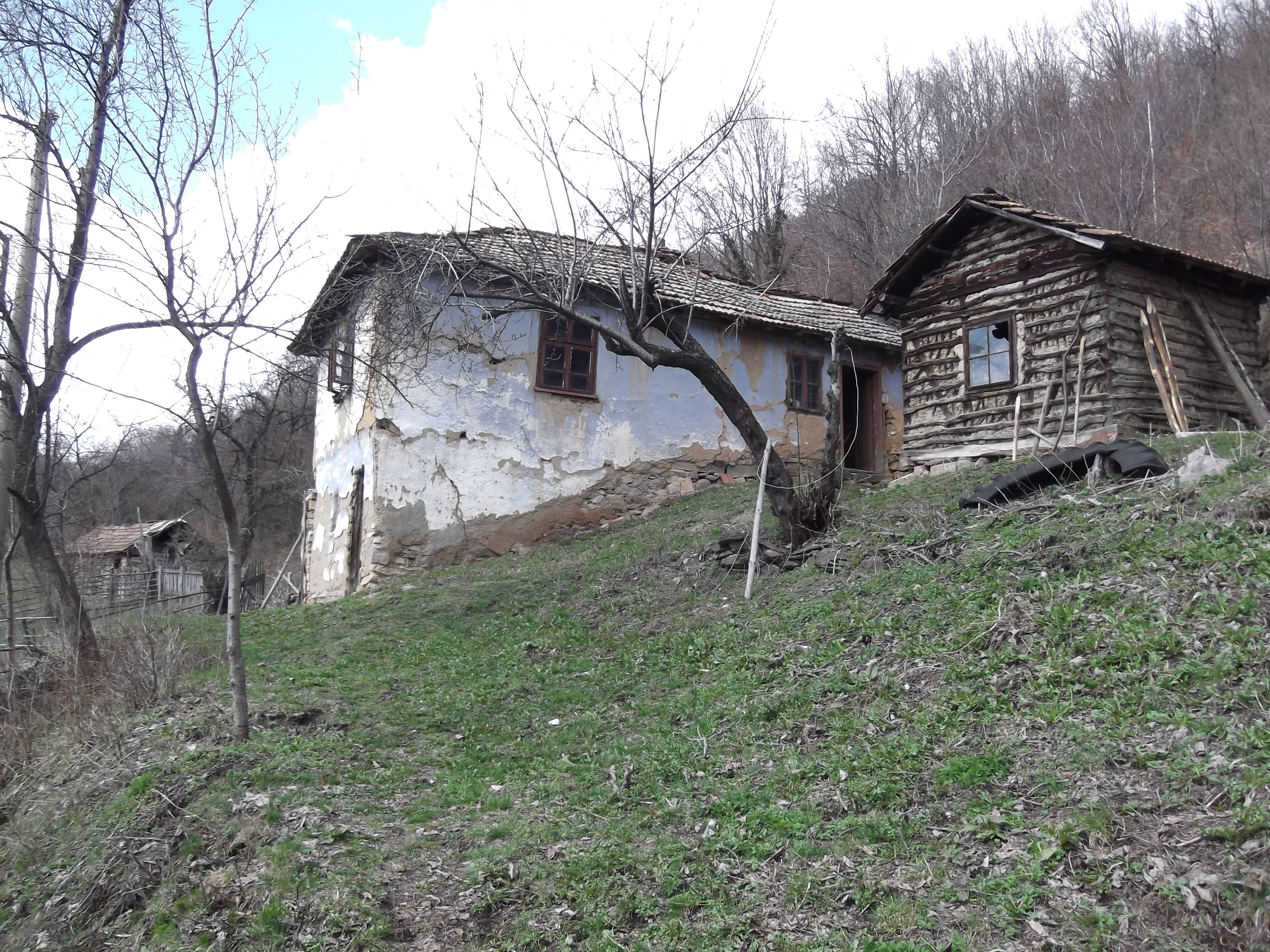
Hameau Padinata

Le village est composé de plusieurs hameaux dont : Klyoutch, Sélichte, Kokéleni babki, Startsa, Razmeritsa, Svinove, Livada, Draganov tok, Ravnichte, Popov kladenets, Dobrolèvo bardo, Ladomeritsa, Padinata, Mogilata, Tchernogor. En raison de la proximité avec le village de Rédina, les maisons au début de la route font partie de Rédina. Leskovdol commence après l'arrêt de bus Lozeto (bulgare: Лозето) sur la route de Svogué - Leskovdol. Cet arrêt de bus porte le nom d'une localité qui a aidé les villageois à déterminer la limite entre les deux villages.

## Éducation
Il y a une seule école élémentaire - "Khristo Botev", fermée depuis des années. Aussi, les enfants vont à la ville voisine de Svogué afin de poursuivre leur éducation. La première école du village fut construite sur les berges de la rivière Rédinska, mais n'existe plus.

### Culture
De nos jours, le village n'a ni école ni tchitalichté. Il y a quelques années, Leskovdol possédait un ensemble folklorique qui exécutait des danses et chants bulgares et de la région de Svogué. Les traditions sont proches de celles typiques des régions de Svogué et de Sofia.

## Démographie

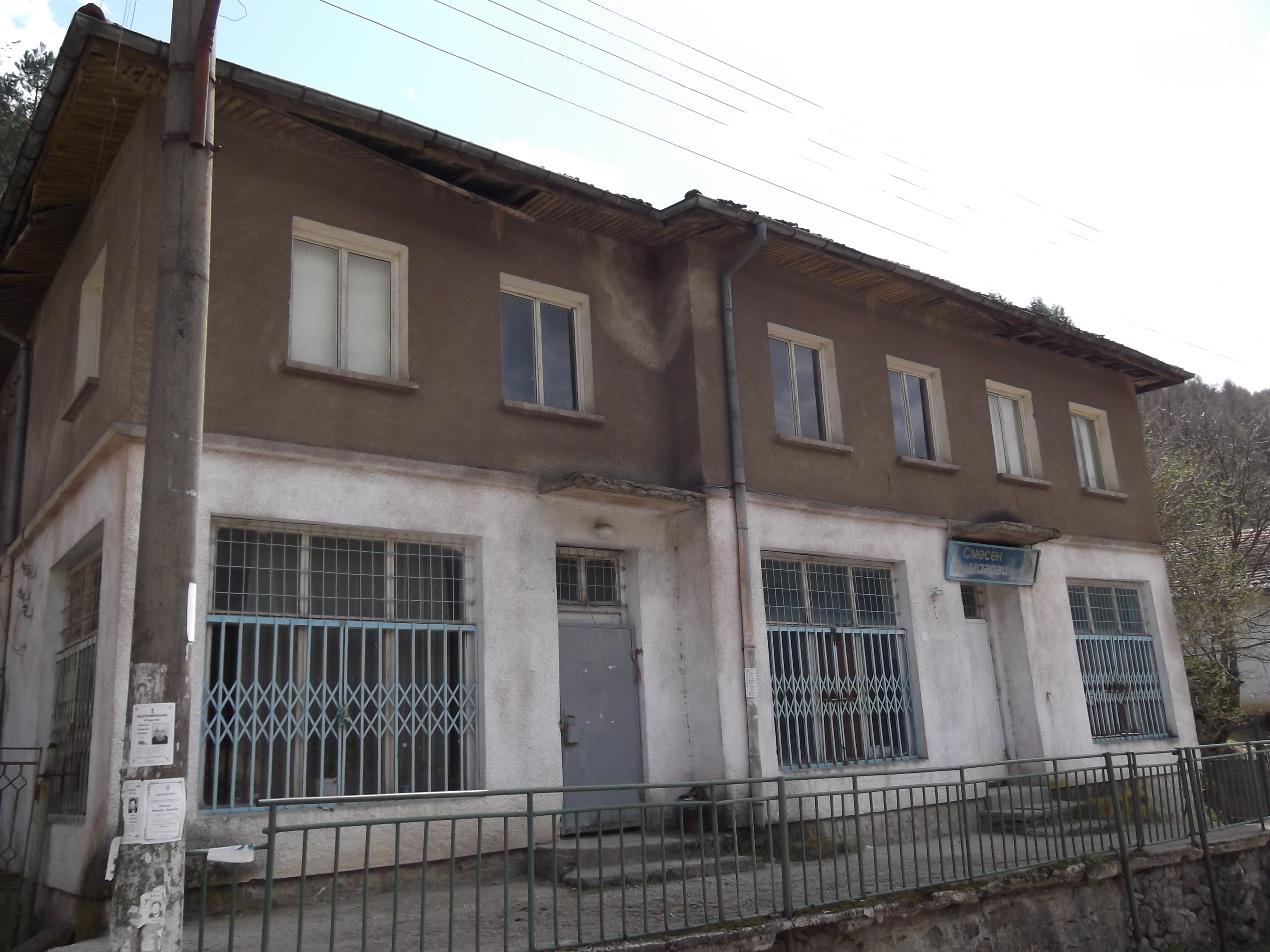
Le magasin du village

Selon le recensement de la population du 1er février 2011, 114 personnes ont déclaré vivre dans le village. Seules 36 d'entre elles ont officiellement prit leur retraite. Le chômage est élevé à cause de l'emplacement du village en région montagneuse. En été beaucoup de personnes, adultes et étudiants, principalement de Sofia, viennent dans leurs villas pour la période estivale typique.

### Les habitations
La plupart des vieilles maisons du village sont pisées. Selon le recensement de la population de 2001, il y avait 128 maisons locales, 26 abandonnées et 619 autres bâtiments, dont les villas et hangars agricoles.

## Économie
Les personnes du village travaillent soit à Svogué et Sofia ou s'occupent de leur jardin et des animaux de ferme. Les bûcherons travaillent souvent dans les parties les plus hautes de la montagne. Il y a un petit bar et un magasin à côté de la salle municipale. Ils sont ouverts tous les mardis, jeudis et samedis.

## Religion

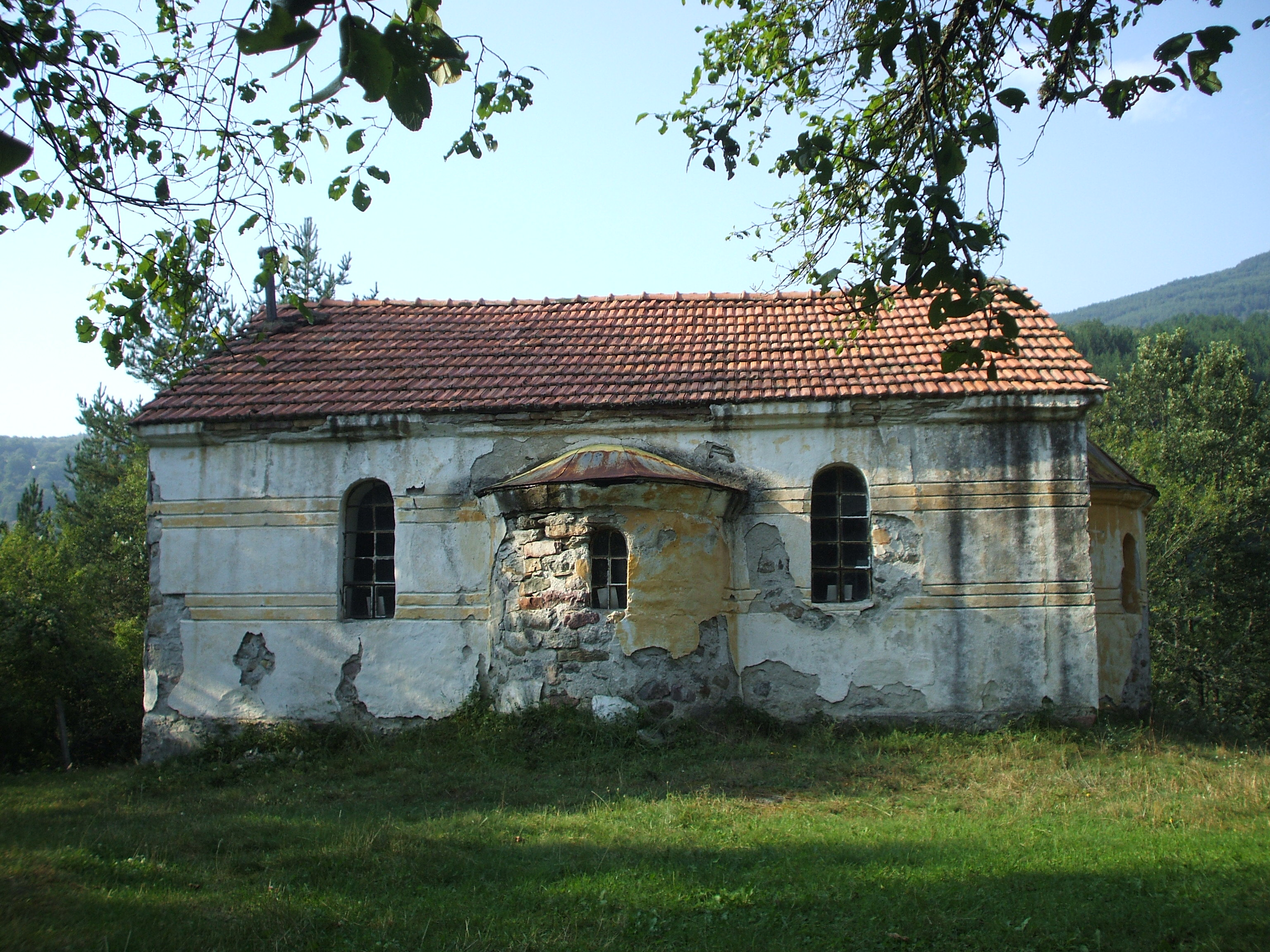
L'église de Saint Élias

L'ensemble de la population est composée de chrétiens. Il y a trois cimetières – l'un à proximité de la salle municipale, l'un dans le hameau de Dabeto et l'autre dans le hameau de Sélichte. L'église s'y trouve également. Elle fut construite entre les deux guerres mondiales. Depuis les années 1970, il n'y a plus de prêtre. Un simandre se trouve en extérieur.
Près de Leskovol se trouvent deux monastères, l'un étant le monastère d'Osenovlag et l'autre le monastère "Saint Nicolas" de Batouliya à environ 20 kilomètres au sud-est du village.

## Transport
On peut arriver à Leskovdol par la route principale Sofia – Mezdra juste avant d'entrer à Svogué. La seule route goudronnée est plutôt en bon état mais elle ne traverse que le centre du village. Les autres routes sont des chemins en terre. Deux bus pour le village viennent de Svogué chaque jour, l'un le matin, l'autre l'après-midi. Le jeudi, il y a un bus supplémentaire vers midi.

## Infrastructure
Presque toutes les maisons ont l'électricité et l'alimentation en eau potable bien qu'en été en raison d'une importante consommation, certaines maisons ont une baisse de tension et pas suffisamment d”eau. Il n'y a pas de lignes téléphoniques hormis le téléphone de la salle municipale. Le code postal est 2268 et le courrier est desservi à la mairie du village. Les trois opérateurs de réseau mobile bulgares couvrent totalement Leskovdol. La salle municipale a fermé en été 1999 à la suite de la baisse continue de la population.

## Galerie

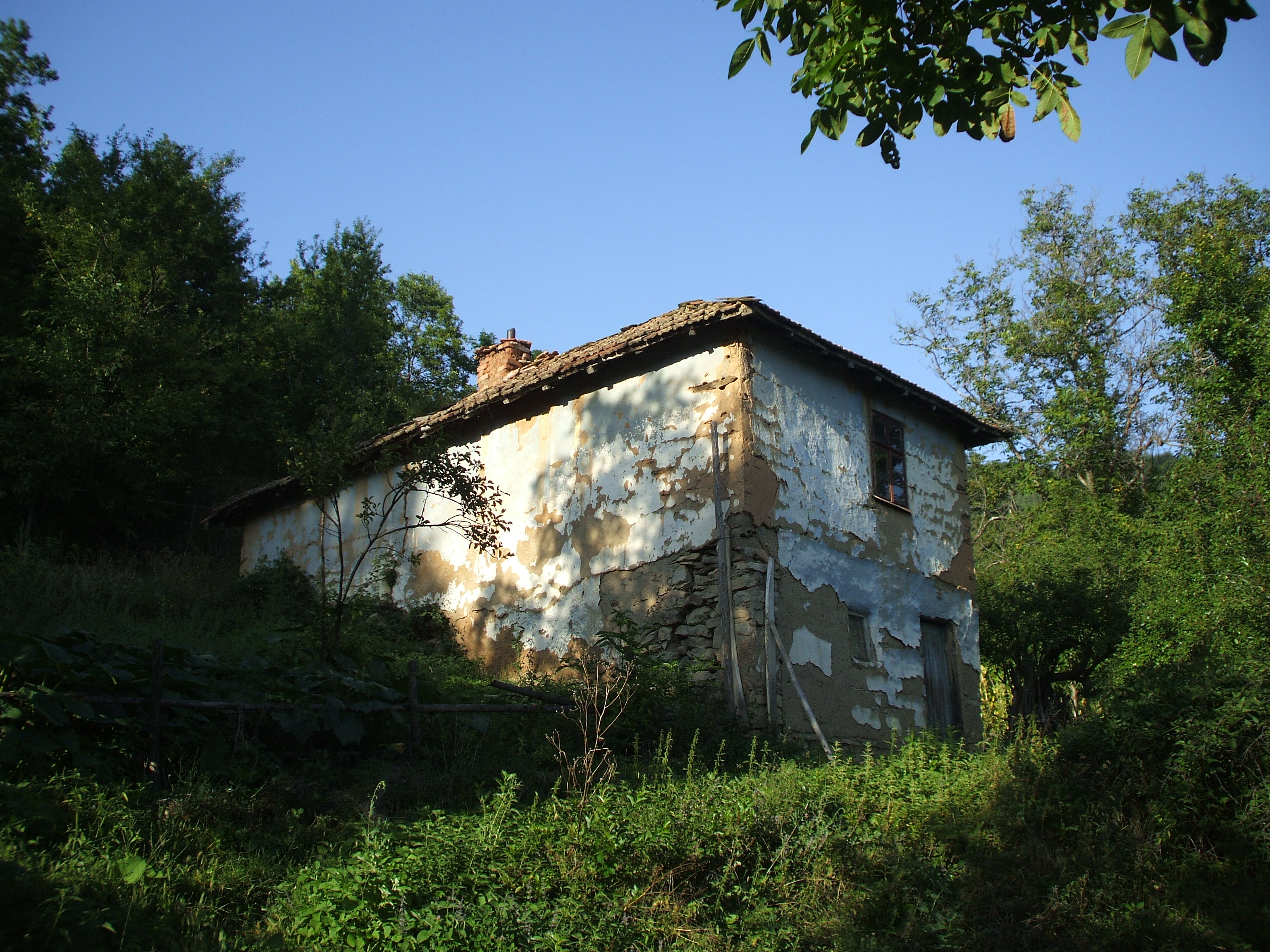
Maison pisé
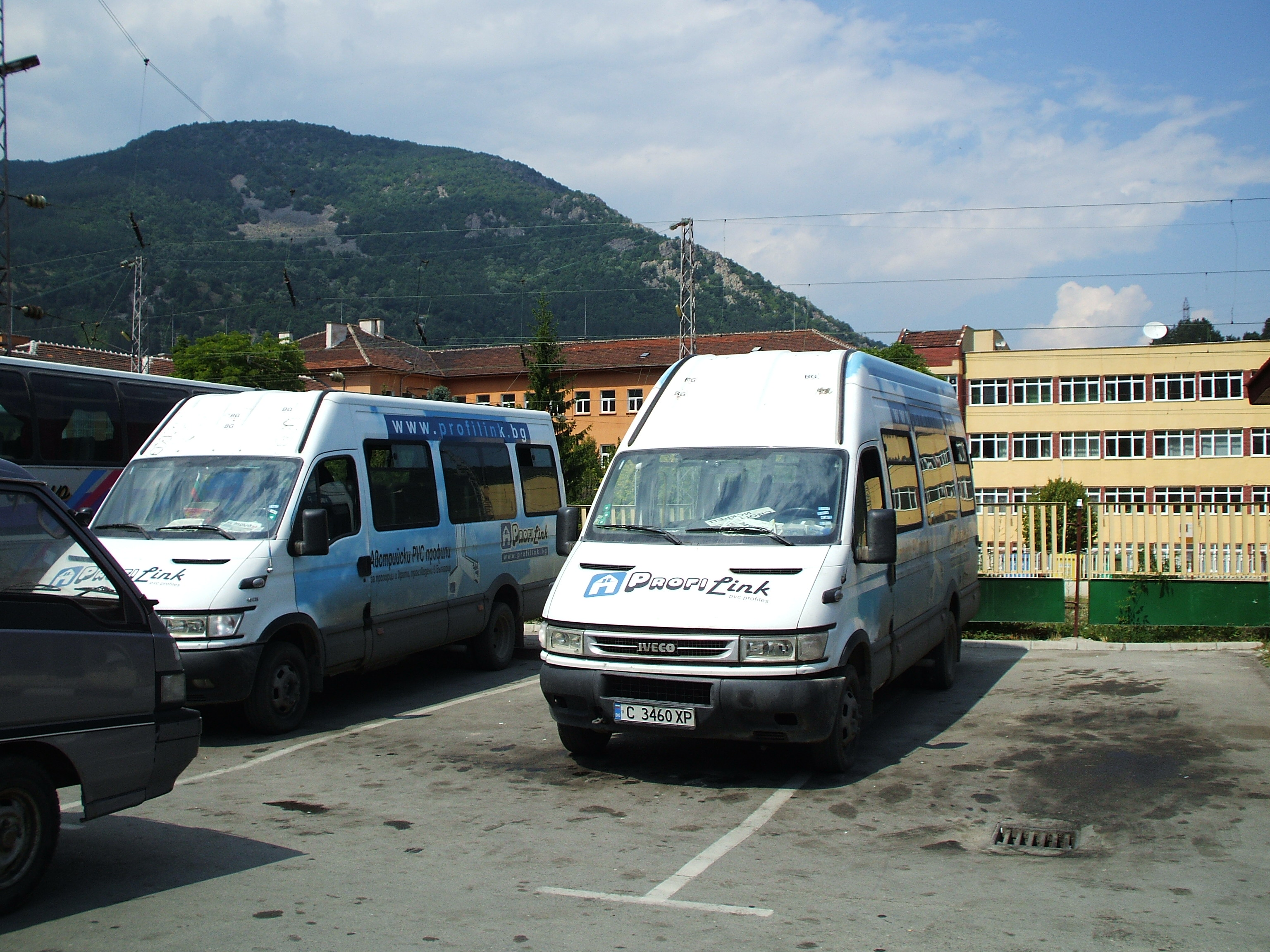
L'autobus de Leskovdol
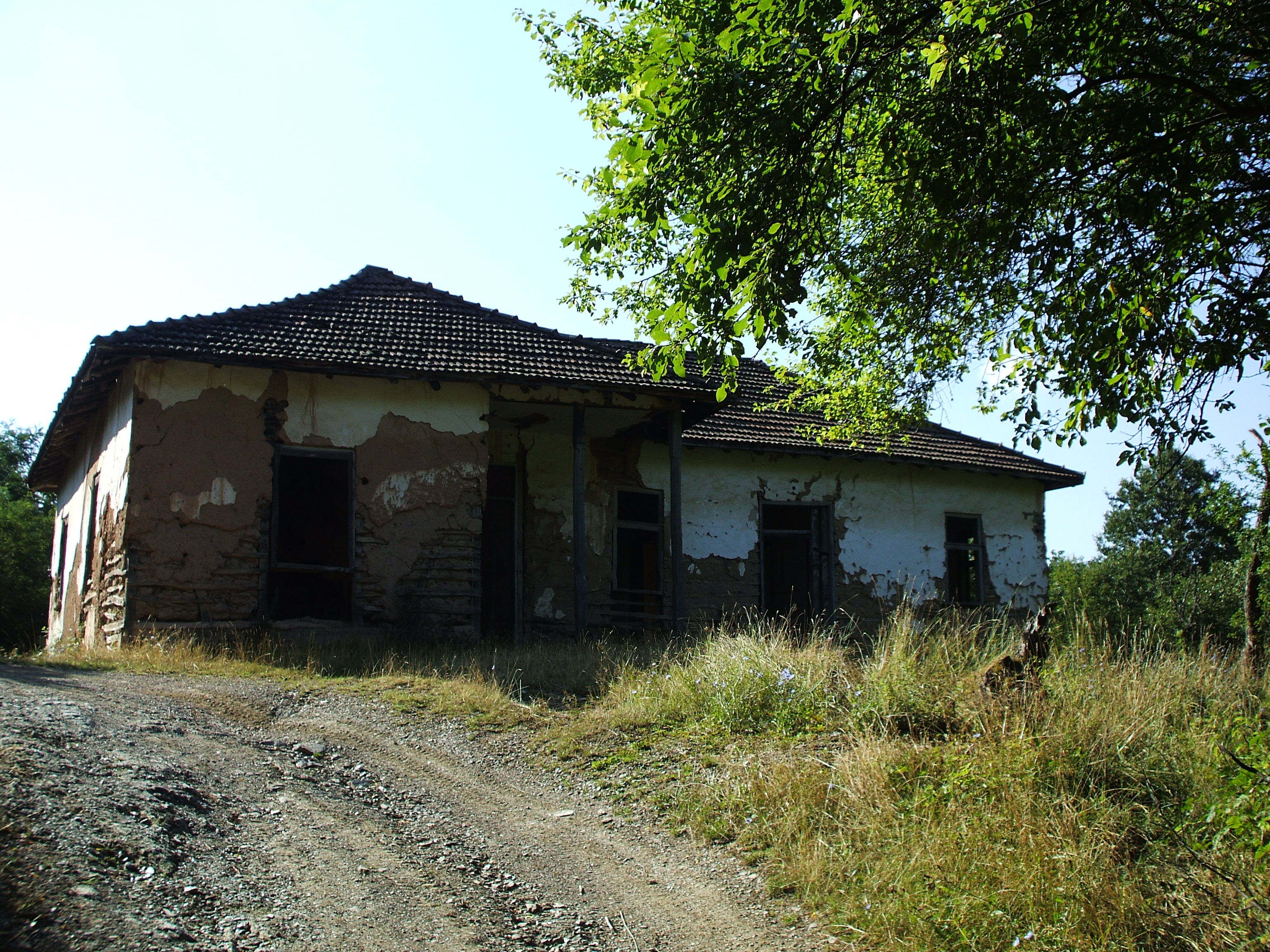
L'école